# Пазізін Микола Іванович
Микола Іванович Пазізін (нар. 24 травня 1949, м. Еліста, нині Калмикія, РФ) — живописець, графік. Член НСХУ (1984). Заслужений художник України (2013). Батько Софії Пазізіної.

## Життєпис
Малювати почав у дитинстві за сприяння мами. Перший виставковий стенд юного малярі представлений, коли Микола Пазізін навчався у 5-В класі. Потім була спільна виставка зі старшим братом окремим стендом «Брати Пазізіни» на республіканському конкурсі.
Закінчив художньо-графічний факультет Кубанського університету в м. Краснодар (1973, нині РФ). Від 1975 — художник Тернопільського художньо-виробничого комбінату Художнього фонду України. 1986—1989 — відповідальний секретар Тернопільської обласної організації Спілки художників УРСР.

## Творчість
Працює в галузях станкового живопису, рисунка.
Роботи зберігаються в майже 20 музеях, 40 державних установах та приватних колекціях в Україні й за кордоном.

### Виставки
Учасник міжнародних пленерів живопису, всеукраїнських, міжнародних виставок (понад 250); 30 — персональних (Тернопіль — 1978—1979, 1985—1986, 1991, 1993, 1999, 2003), Львів (1993—1994), Київ (2006), Краків (1992, 1994), Ряшів (1994—1995), Перемишль (1995), Ярослав (1996), Любачів (1997, 2005), Вроцлав (1999), Освенцим (2003; усі — Польща) та інші.
Тематичні виставки: «Крем'янець — місто [[Ю.]  Словацького]]», «Старий Краків», «По Австрії», «Любачевські враження».
Стипендіат фундації «Janineum»: міста Краків (1992, Польща) та Відень (1997, 1998, 2005, Австрія).

### Твори
- «Золота липа» (1986),
- «Польові квіти» (1991),
- «Райська яблуня» (2000),
- діорама «Бої за Тернопіль» (1984, Тернопільське ВПУ № 4),
- оздобленням постамента хреста в парку імені Тараса Шевченка (Тернопіль, 2015).

## Нагороди
- медаль меморіалу А. І Куїнджі,
- срібна медаль імені Хіполіта Цегельськего (Познань, 2009),
- звання «Заслужений для культури Польщі» (2010),
- * відзнака Тернопільської міської ради I (2011), II (2010) і III ступенів (2008).